# Britisk humor
Britisk humor er en variant af humor, der har sit udspring i Storbritannien. Nogle generelle træk ved britisk humor er:
- Ordspil – som naturligt nok ofte er svære at oversætte fra engelsk.
- Nonsens – med oprindelse hos forfattere som Lewis Caroll og Edward Lear.
- Sort humor – med rødder helt tilbage i den elizabethanske tid.
- Excentricitet
- Satire og sarkasme
- Ironi og underdrivelser – i denne henseende minder den britiske humor om den danske.

## Britiske humorister
Af eksempler på kendte eksponenter for britisk humor kan nævnes:
- Monty Python (Monty Pythons Flyvende Cirkus, Life of Brian, Monty Python and the Holy Grail m.fl.)
- John Cleese (medlem af Monty Python; har desuden medvirket i Fawlty Towers m.m.)
- Rowan Atkinson (Blackadder, Mr. Bean m.fl.)
- Douglas Adams (Hitchhiker's Guide to the Galaxy m.fl.)
- Terry Pratchett (Discworld serien)
- Mel Smith og Griff Rhys-Jones (It's not the nine o'clock news, Smith and Jones m.fl)
- Ricky Gervais og Stephen Merchant (The Office, Extras)
- Fiona Allen, Sally Phillips, Victoria Pile m.fl. (Smack The Pony)

| Humor | Spire Denne artikel om humor og underholdning er en spire som bør udbygges. Du er velkommen til at hjælpe Wikipedia ved at udvide den. |